# Dolichopeza rantaizana
Dolichopeza rantaizana är en tvåvingeart som först beskrevs av Alexander 1929.  Dolichopeza rantaizana ingår i släktet Dolichopeza och familjen storharkrankar.
Artens utbredningsområde är Taiwan. Inga underarter finns listade i Catalogue of Life.